# Saroptila milichias
Saroptila milichias là một loài bướm đêm trong họ Erebidae.